# Chauvency-Saint-Hubert
Chauvency-Saint-Hubert är en kommun i departementet Meuse i regionen Grand Est (tidigare regionen Lorraine) i nordöstra Frankrike. Kommunen ligger i kantonen Montmédy som tillhör arrondissementet Verdun. År 2022 hade Chauvency-Saint-Hubert 216 invånare.

## Befolkningsutveckling
Antalet invånare i kommunen Chauvency-Saint-Hubert
| Referens: INSEE |